# Кемп, Уильям
Уи́льям Кемп (англ. William Kempe; ум. 1603, Лондон) — английский актёр и танцор. Известен прежде всего исполнением комических ролей в пьесах Шекспира. Считался преемником комика из труппы «слуг её Величества королевы» Ричарда Тарлтона.

## Биография
О ранних годах жизни Кемпа достоверных сведений нет. Считается, что он играл в труппе «слуг графа Лестера» — Кемп участвовал в представлении в доме графа в мае 1585 года, о чём свидетельствует документ о выплате ему вознаграждения. Вероятно несколько позднее, когда граф отправился на войну в Нидерланды, Кемп сопровождал его.
Около 1592 года Кемп присоединился к «слугам лорда Стренджа» — его имя значится среди имён актёров в разрешении играть в пределах не менее семи миль от Лондона, выданном городским Тайным советом. В 1594 году, после роспуска труппы, Кемп вместе с Ричардом Бёрбеджем и Шекспиром вошёл в состав «слуг лорда-камергера». Кемп был совладельцем театра «Глобус», ему принадлежала десятая часть предприятия. В 1599 году по неизвестной причине он покинул труппу и продал свою долю. Есть версия, что Кемпу предложили оставить труппу, так как вкусы публики изменились, прошло время грубой клоунады и его популярность уменьшилась. Место Кемпа занял более тонкий актёр на амплуа комика — Роберт Армин. Уильям Кемп начал сольную карьеру. Весной 1600 года он преодолел танцуя без остановки около 100 миль, разделявшие Лондон и Норидж. Свой марафон Кемп описал в книге «Девятидневное чудо Кемпа» (1600).
В 1601 году, согласно записи в расходной книге ростовщика и владельца театра «Роза» Хенслоу, Уильям Кемп вступил в труппу этого театра. Последнее упоминание имени Кемпа датируется концом 1602 года.

### Память
В приходской книге собора St.Savior (Саутуорк) содержится запись о смерти в конце 1603 года некоего Уильяма Кемпа. Не установлено, был ли это актёр Уильям Кемп или его однофамилец.
Уильям Кемп упомянут в Первом фолио (1623), собрании шекспировских пьес, среди «ведущих актёров во всех пьесах». Благодаря этому установлено, что он играл Кизила (полицейский пристав) в «Много шума из ничего» и Пьетро в «Ромео и Джульетте».